# Hydrotaea pellucens
Hydrotaea pellucens este o specie de muște din genul Hydrotaea, familia Muscidae, descrisă de Josef Aloizievitsch Portschinsky în anul 1879. Conform Catalogue of Life specia Hydrotaea pellucens nu are subspecii cunoscute.